# Claudio Graziano
Claudio Graziano (Turín, Italia, 22 de noviembre de 1953-Roma, 17 de junio de 2024), fue un militar italiano, jefe del Estado Mayor de las Fuerzas Armadas de Italia y un comandante de la FINUL de las Naciones Unidas en el Líbano. A su vez como jefe de Estado Mayor de Italia asumió el mando de las fuerzas armadas italianas durante la Guerra contra el Estado Islámico.

## Biografía
El teniente general Claudio Graziano se formó en la Academia Militar de Módena de 1972 a 1976. Ese año obtuvo su primer destino en Pinerolo cerca de Turín. En 1977 fue nombrado segundo comandante de la Compañía Antitanque, "Taurinense", y tomó parte en ejercicios militares de la OTAN en Dinamarca y Noruega.
En 1980 fue reasignado a la Brigada "Tridentina" en Monguelfo, cerca de Bolzano, donde comandó una compañía de morteros y una compañía de fusileros, integrada en batallón de montaña "Trento". Posteriormente fue Comandante de Compañía de Cadetes (1983-1986) y Comandante, en la Escuela de Tropas de Montaña en Aosta. En 1988, tras su ascenso a comandante, Graziano fue reasignado al Estado Mayor General del Ejército en Roma, donde trabajó durante dos años como Oficial del Estado Mayor en la Sección de Desarrollo de Sistemas, División de Logística. En 1990, después de haber sido ascendido a teniente coronel, Graziano sirvió en la Oficina del Jefe del Estado Mayor General, Asistente Militar del CGS. En junio de 1992, fue nombrado Comandante Oficial, en el Batallón de tropas de montaña "Susa" en Pinerolo y posteriormente desplegado con su batallón en funcionamiento ONUMOZ en Mozambique.
A finales de 1993, fue nombrado Jefe de Administración de la Sección del Coordinador del Jefe del Estado Mayor General. Ascendido a coronel en 1996. Graziano fue enviado a Cuneo para convertirse en oficial al mando del 2.º regimiento de tropas de montaña, que se desplegó en Noruega con la AMF (L) para realizar ejercicios en ambientes árticos.
En 1998, tras su reasignación al Estado Mayor General del Ejército, fue nombrado como Jefe de Planes y Políticas.
En septiembre de 2001, fue asignado a la Embajada italiana de Estados Unidos en Washington D.C como Agregado Militar. El 1 de enero de 2002, fue ascendido a general de brigada. Una vez que regresó de los Estados Unidos en agosto de 2004, llegó a ser Comandante General de la Brigada tropas de montaña "Taurinese" en Turín, cargo que ocupó hasta febrero de 2006. En todo este período, fue enviado a Afganistán como Comandante de la Brigada Multinacional de Kabul (KMNB) dentro de la ISAF VIII (julio 2005-febrero de 2006).
Fue ascendido a Comandante General el 1 de enero de 2006 y asignado a las operaciones conjuntas italianos Sede (JOHQ) en marzo de 2006, donde se desempeñó como Jefe Adjunto del Estado Mayor de Operaciones. Como tal, fue responsable de la planificación, implementación y empleo de todas las misiones y tareas operativas de los contingentes militares italianos en Italia y en el extranjero. El 19 de enero de 2007 el Secretario General de las Naciones Unidas lo nombró Jefe de la Misión de la FINUL y el comandante de la fuerza. Permaneció al frente de la Misión de la ONU durante tres años, desde el 2 de febrero de 2007 hasta el 29 de enero de 2010. Tras su ascenso a teniente general el 1 de enero de 2010, fue nombrado jefe de gabinete del ministro de defensa Ignazio La Russa el 9 de febrero de 2010. El 14 de octubre de 2011 fue nombrado Jefe del Estado Mayor del Ejército de Italia. Esta designación entró en vigor el 6 de diciembre de 2011.
Fue nombrado como Jefe del Estado Mayor de las Fuerzas Armadas de Italia el 24 de diciembre de 2014. Asumió el puesto oficialmente el 28 de febrero de 2015 y se mantuvo en el cargo hasta el 5 de noviembre de 2018.
Posteriormente sería designado como el Jefe del Comité Militar de la Unión Europea el 6 de novimebre de 2018, cargo en el que se mantuvo hasta el 16 de mayo de 2022, cuando fue reemplazado por el general austriaco Robert Brieger.
El 16 de mayo de 2022 fue designado por el gobierno italiano como el presidente de la empresa de construcción naval Fincantieri. Graziano se mantuvo en este cargo hasta el día de su muerte, el 17 de junio de 2024.

## Muerte
Claudio Graziano, estaba casado con Marisa Lanucara. Graziano se suicidó de un disparo el 17 de junio de 2024, a la edad de 70 años, un año después de la muerte de su esposa. Dejó una nota de suicidio junto a él detallando la razón por la que decidió acabar con su propia vida.

### Educación profesional
El teniente general Graziano fue un instructor de montaña y Sky Diving de guerra y obtuvo insignias de las compañías aerotransportadas y Ranger. Asistió a los cursos avanzados de Mando y Estado Mayor del Estado Mayor del Ejército italiano College. Se graduaó en la universidad de los Estados Unidos de Guerra del Ejército de Estados Unidos en Carlisle. El teniente general Graziano se licenció en Estudios de Estrategia Militar y obtuvo dos maestrías, una en Ciencias Humanas de la Universidad Católica de Roma y otra en Ciencias Militares Estratégicas. Posteriormente, se licenció en Ciencias Diplomáticas de la Universidad de Trieste.

### Educación militar
- 1972 - 1974 Escuela Militar
- 1974 - 1976 Escuela de Estudios Militares Aplicada
- 1987 - 1988 Escuela de Comando y Estado Mayor (nivel de capitán)
- 1990 - 1991 Command and Staff College (Maj / LTC nivel.)
- 1996 - 1997 Escuela Superior de Guerra del Ejército de EE. UU..